# Museo arqueológico Pazhassi Raja
El museo arqueológico Pazhassi Rajar es un museo y una galería de arte ubicada en Kozhikode, India. El museo cuenta con una rica colección de objetos históricos que datan de entre 1000 a. C y 200 d. C. El edificio que alberga el museo fue construido en el año 1812, y entonces era conocido como Bungalow East Hill. Este se convirtió en un museo arqueológico en 1976 y fue rebautizado como museo arqueológico Pazhassi Rajar en 1980.

## Colección
El museo cuenta con exposiciones de la época megalítica y la cultura del valle del Indo. Los objetos expuestos incluyen cerámica antigua, juguetes, piedras y otras esculturas de metal. Monedas, modelos de templos, urnas funerarias y piedras paraguas (piedras de la tumba de los gobernantes) son parte de la colección. El museo también tiene una colección de armas procedentes del ejército británico, así como de gorras de los uniformes de soldados británicos y franceses. El museo es administrado por el Departamento de Arqueología del estado de Kerala.